# Quant'è bella la Bernarda, tutta nera, tutta calda
Quant'è bella la Bernarda, tutta nera, tutta calda è un film del 1975, diretto da Lucio Dandolo.
Il film venne girato nel 1973 con il titolo di lavorazione I racconti di Canterbury n. 2, ma per motivi di censura venne distribuito soltanto nel 1975. Il film fu presentato alla censura il 3 luglio del 1973 come Quanto è bella la Bernarda, chi la tocca... chi la guarda, titolo che venne poi modificato in Il sessorcista ed infine in quello attuale.

## Trama
Un mago del Medioevo, mentre esorcizza una ragazza, inghiotte zabaioni e narra a due babbei varie storie boccaccesche.
Sono le novelle:
Eleonora e Sigismondo
Il bell'Arturo
Le nozze di Gerundio e Parolina
Il cavalier Mirafiore
Messer Giannetto
Frate Fontanarosa.